# Protanaostigma kyushuana
Protanaostigma kyushuana är en stekelart som beskrevs av Masi 1941. Protanaostigma kyushuana ingår i släktet Protanaostigma och familjen Tanaostigmatidae. Inga underarter finns listade i Catalogue of Life.